# Ron Watts
Ronny Watts (ur. 21 maja 1943 w Waszyngtonie, zm. 2 listopada 2022) – amerykański koszykarz, występujący na pozycji niskiego skrzydłowego, mistrz NBA z 1966 roku.

## Osiągnięcia
NBA
- Mistrz NBA (1966)[2]